# Levino Jensen
Levino Jensen er en dansk skuespiller.

## Filmografi

### Film
- 1996 – Pusher
- 1999 – Bleeder
- 2005 – Pusher III

### Tv-serier
- 2003 – Rejseholdet (afsnit 31, 32)